# Heritage (rose)
‘Heritage’ (syn. ‘AUSblush’; ‘Roberta’) est un cultivar de rosier obtenu par le rosiériste anglais David Austin en 1984. C'est une rose remontante prisée des amateurs et particulièrement présente dans les catalogues du monde entier. Elle est issue de la célèbre 'Fée des Neiges' (floribunda, Kordes 1958) et de 'Wife of Bath' (rose anglaise, Austin 1969) avec un semis. 'Heritage' fait partie, comme toutes les roses anglaises issues de 'Fée des Neiges', du sous-groupe des roses anglaises « Heritage ».

## Description
‘Heritage’ se présente en buisson érigé qui peut atteindre 120 cm de hauteur (et souvent plus en situation favorable) et de largeur et qui est solidement ramifié. Son feuillage est vert foncé semi-brillant. C'est un rosier remontant vigoureux qui supporte des hivers froids (zone de rusticité 5b à 10b). Ses fleurs en bouquets sont d'un rose délicatement nacré et mesurent jusqu'à dix centimètres de diamètre ; en forme de coupes rondes elles possèdent jusqu'à quarante pétales. La floraison est abondante à la fin du printemps et se poursuit par plusieurs remontées jusqu'au milieu de l'automne. Les fleurs exhalent des senteurs citronnées aux notes de myrrhe et de miel
L'immense succès de la rose 'Heritage' en fait aussi l'hôte de nombreuses roseraies du monde en particulier au Boston Botanic Garden, au San Jose Heritage Rose Garden, à la roseraie d'Uetersen, à l'Europa-Rosarium de Sangerhausen et dans de nombreux jardins publics en France. 

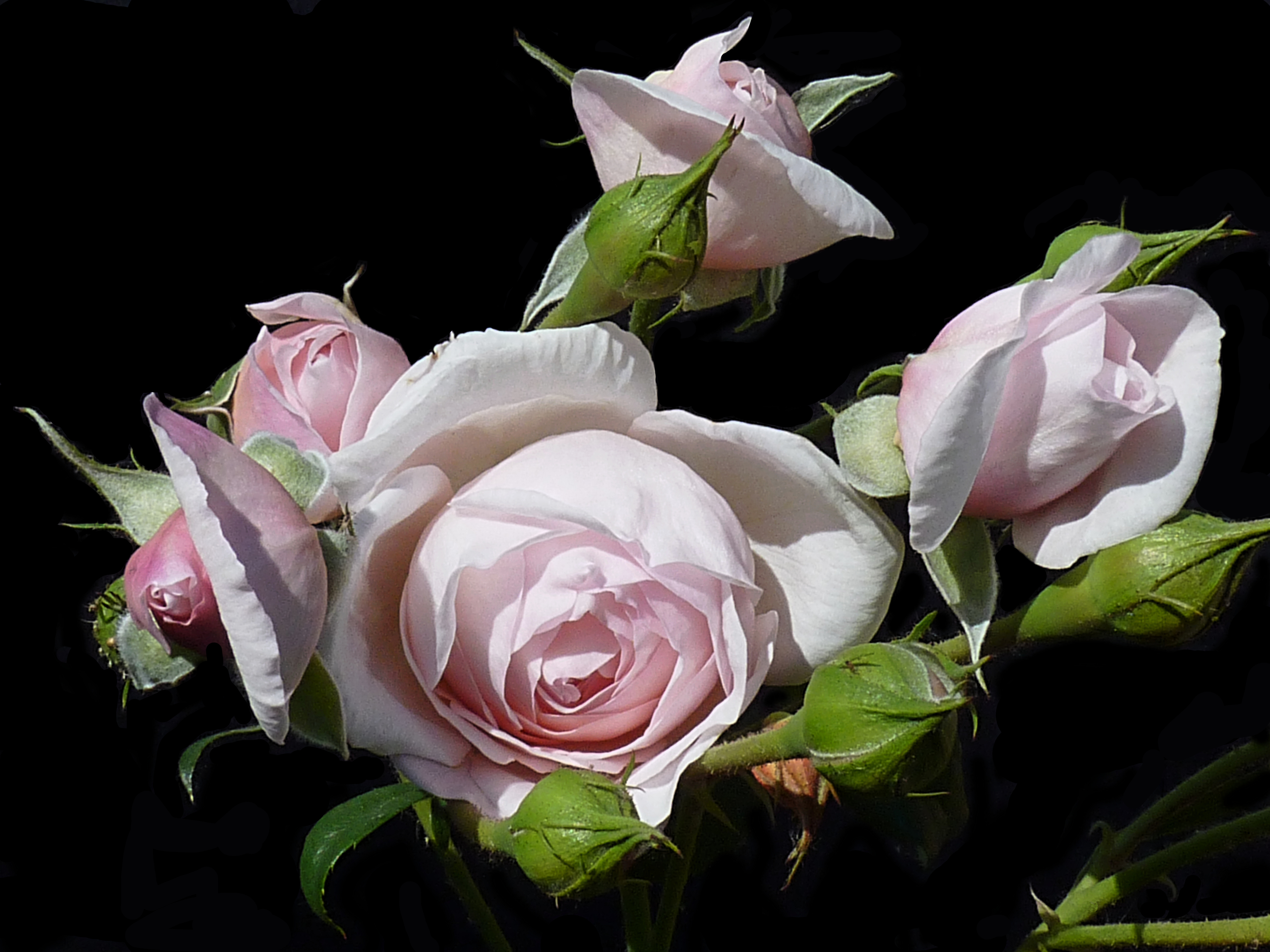
Boutons
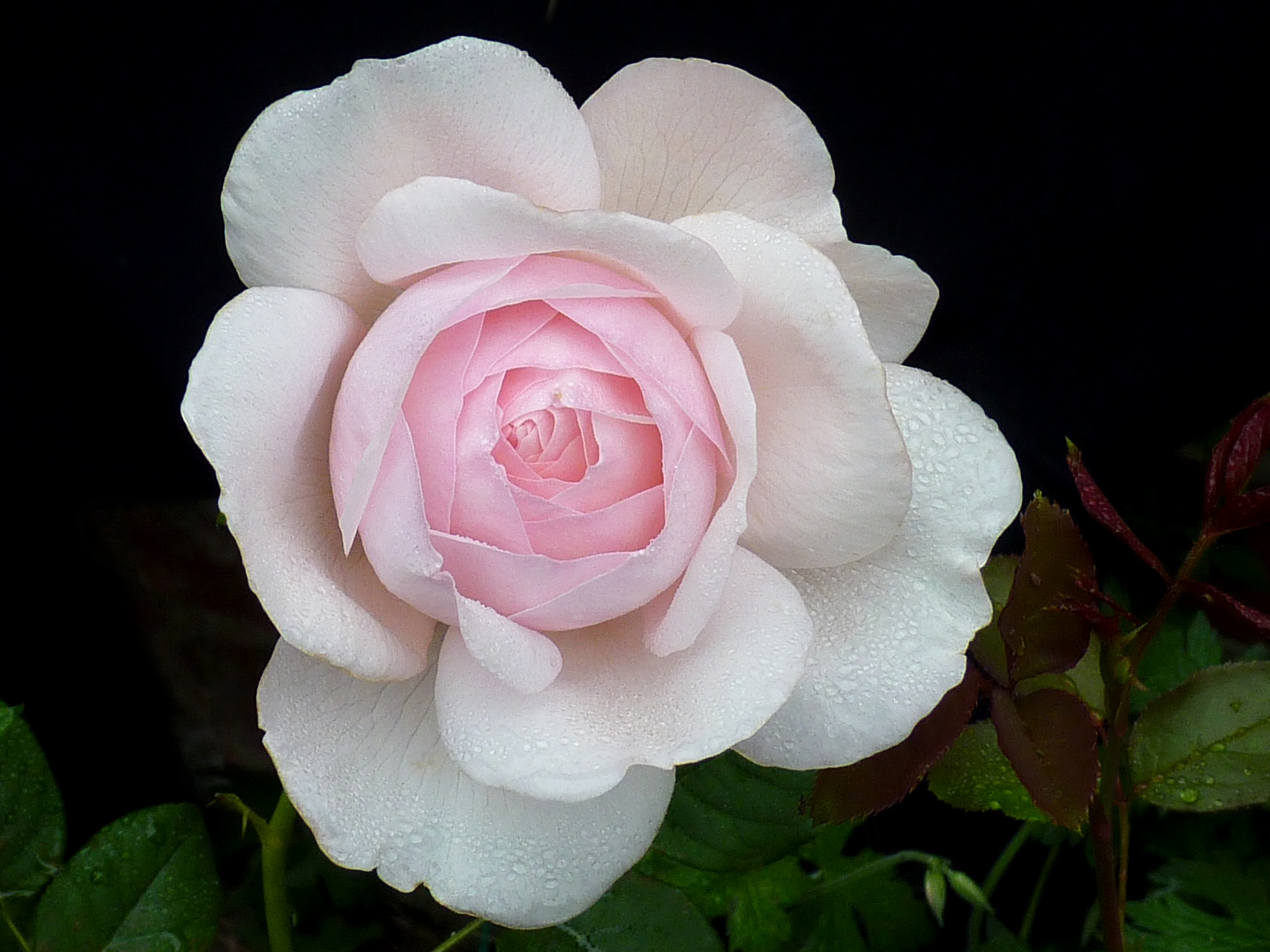
Jeune fleur
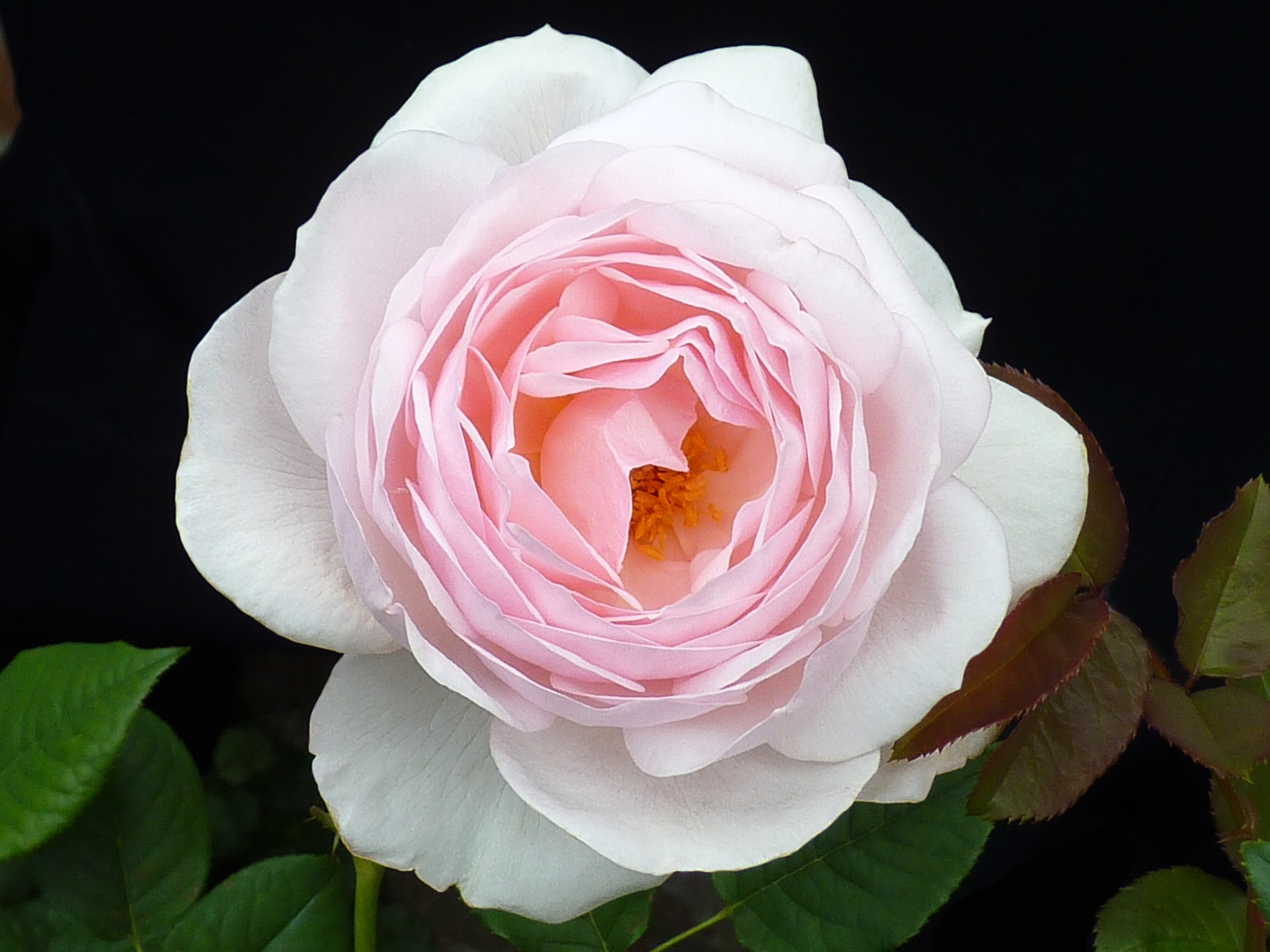
Fleur à demi épanouie
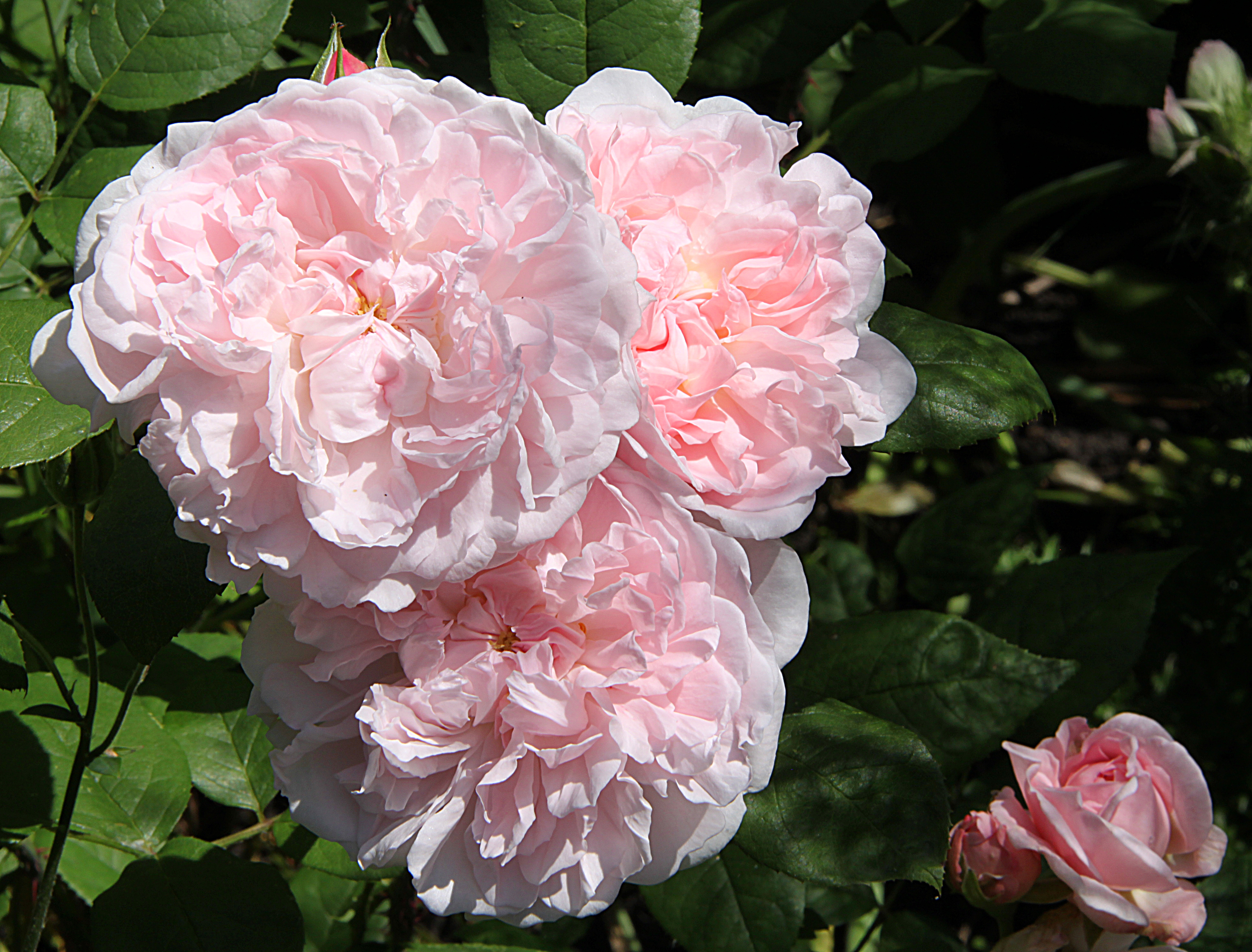
Fleurs épanouies

## Descendance
Par croisement avec 'Wife of Rose', elle a donné la délicate 'Scepter'd Isle'.

## Quelques distinctions
- El Paso Rose Society Show (1998)
- Northwest Arkansas Rose Rustlers Show (1998)
- Tidewater Rose Society Show (1998)
- South Central District Show (1999)
- Northeast Georgia Rose Society Show (1999)
- Scottsdale Rose Society Show (1999)
- West Pasco Rose Society Show (1999)
- West Valley Rose Society Show (1999)
- East County Rose Society Show (2001)
- Augusta Rose Society Show (2001)
- South Central District Show (2001)